# Izabela, królowa Hiszpanii
Izabela, królowa Hiszpanii (hiszp. Isabel) – hiszpański serial telewizyjny, produkowany od 2011, emitowany w latach 2012–2014 na La 1. W Polsce emitowany od 2022 roku na TVP2. Serial przedstawia losy królowej Izabeli Kastylijskiej, zwanej również Izabelą Katolicką.

## Spis serii
| Seria | Odcinki    | Odcinki    | Premierowa emisja | Premierowa emisja | Premierowa emisja | Premierowa emisja |
| Seria | Hiszpania  | Polska     | Rozpoczęcie       | Zakończenie       | Rozpoczęcie       | Zakończenie       |
| ----- | ---------- | ---------- | ----------------- | ----------------- | ----------------- | ----------------- |
| 1     | 1–13 (13)  | 1–21 (21)  | 10 września 2012  | 3 grudnia 2012    | 21 listopada 2022 | 28 grudnia 2022   |
| 2     | 14–26 (13) | 22–43 (22) | 9 września 2013   | 2 grudnia 2013    | 2 stycznia 2023   |                   |
| 3     | 27–39 (13) | 45–67 (23) | 8 września 2014   | 1 grudnia 2014    |                   |                   |

## Obsada
- Michelle Jenner jako Królowa Izabela Kastylijska
- Rodolfo Sancho jako Król Ferdynand Aragoński

- Bárbara Lennie jako Królowa Joanna Portugalska
- Ginés García Millán jako Juan Pacheco
- Pedro Casablanc jako Alfonso Carrillo de Acuña
- Ramon Madaula jako Gonzalo Chacón
- Pere Ponce jako Gutierre de Cárdenas
- Clara Sanchis jako Królowa Izabela Portugalska
- Víctor Elías jako Infant Alfons, książę Asturii
- Sergio Peris-Mencheta jako Gonzalo Fernández de Córdoba
- William Miller jako Beltrán de la Cueva
- Ainhoa Santamaría jako Beatriz de Bobadilla
- Jordi Díaz jako Andrés Cabrera
- Juan Meseguer jako Diego Hurtado de Mendoza
- Carmen Lozano jako Księżniczka Joanna la Beltraneja, królowa Portugalii jako żona Alfonsa V
- Jordi Banacolocha jako Król Jan II Aragoński
- Daniel Albaladejo jako Król Alfons V Afrykańczyk
- César Vea jako Pedro Girón
- Mónica Vic jako Clara Chacón
- Estrella Zapatero jako María Portocarrero
- Mar del Hoyo jako Mencía de Mendoza y Luna
- Andrés Herrera jako Pedro González de Mendoza
- Nacho López jako Alonso de Palencia
- Arturo Querejeta jako Alfonso de Fonseca
- Ernesto Arias jako Pedro de Peralta y Ezpeleta
- Fernando Sansegundo jako Giacopo Antonio Venier
- Javier Rey jako Diego Pacheco
- Julio Manrique jako Krzysztof Kolumb
- Lydia Miranda jako Beatriz Galindo
- Álex Martínez jako Muhammad XII
- Fernando Soto jako Rodrigo Ponce de León, książę Cádiz
- Alicia Borrachero jako Aïcha al-Horra
- Javier Mora jako El Zagal
- Nuria Gallardo jako Infantka Beatrycze, księżna Viseu
- Roberto Enríquez jako Muley Hacén
- Nani Jiménez jako Isabel de Solís/Zoraya
- Irene Escolar jako Królowa Joanna Szalona
- Raúl Merida jako Król Filip I Piękny
- Hovik Keuchkerian jako Francisco Ramírez de Madrid
- Eusebio Poncela jako Kardynał Cisneros
- Adrián Lamana jako Książę Asturii Jan, jedyny syn królowej Izabeli i króla Ferdynanda
- Úrsula Corberó jako Księżna Małgorzata Austriaczka
- Nacho Aldeguer jako Cezar Borgia
- Iván Hermés jako Król Manuel I Szczęśliwy
- Francesc Garrido jako Juan Rodríguez de Fonseca
- Pablo Castañón jako Bartolomé Colón
- Fernando Guillén Cuervo jako Gutierre Gómez de Fuensalida
- Héctor Carballo jako Król Karol VIII Walezjusz
- María Cantuel jako as Infantka Izabela z Asturii, królowa Portugalii
- Marta Belmonte jako Królowa Anna Bretońska
- José Pedro Carrión jako Luis de Tremoille
- Jonás Berami jako Diego Colón
- Abel Folk jako Francisco de Busleyden
- Susana Abaitua jako Infantka María